# Maturidismo
Nell'Islam, un Maturidita (in arabo ماتريدي‎?, māturīdī) è colui che segue la teologia sunnita di Abu Mansur al-Maturidi, che, pur vicina alla teologia asharita da essa però si differenzia alquanto. Il termine denomina anche la scuola di Kalām, o di teologia dogmatica, di coloro che seguono la teologia di al-Māturīdī. L'Atharismo, il Maturidismo e l'Asharismo sono le tre principali scuole di teologia dogmatica riconosciute dal Sunnismo (il Maturidismo è soprattutto coltivato sotto l'hanafismo).

## Descrizione
I punti su cui i maturiditi differiscono dagli ashariti sono, tra gli altri, la natura della fede e il luogo della ragione umana. I maturiditi affermano che l'iman (fede) non aumenta né diminuisce, ma rimane stabile; è piuttosto la taqwa (pietà) che aumenta e diminuisce. Ashariti e Athariti affermano invece entrambi che la fede aumenta e diminuisce.
Per quanto riguarda la maggiore enfasi posta sul ruolo della ragione umana, i maturiditi dicono che la mente umana senza l'aiuto della rivelazione è in grado di scoprire e determinare che i più grandi peccati, come l'alcol o l'omicidio, e il male stesso sono immorali. Gli ash'ariti non sono d'accordo, e concludono che la mente umana senza l'aiuto diretto della rivelazione divina non è in grado di determinare se qualcosa è buono o cattivo, legittimo o illegittimo, morale o immorale. Un altro punto in cui ash'ariti e maturiditi differiscono riguardo al ruolo della ragione umana è la divina amnistia per alcuni non musulmani nell'Aldilà. 
L'opinione ash'arita, come ha spiegato al-Ghazali, dice che un non musulmano che non è stato raggiunto dal messaggio dell'Islam, o è stato raggiunto da esso in modo distorto, non è responsabile di questo nella vita ultraterrena. Il punto di vista maturidita afferma che l'esistenza di Dio è così evidente e razionalmente percettibile, che ogni essere umano che ha intelletto e capacità di pensare (escludendo quindi bambini, malati mentali e disabili) e non è stato raggiunto dal messaggio dell'Islam e non crede in Dio finirà all'inferno, e che l'amnistia divina è disponibile solo per i non musulmani che credevano in Dio e che sono stati raggiunti dal messaggio divino.
Ash'ariti e maturiditi seguono l'occasionalismo, una filosofia che smentisce le basi per causalità, ma dimostra anche l'esistenza e la natura della fede islamica del tawḥīd (unicità di Dio) attraverso la logica formale.

Questa scuola teologica è popolare dove è seguita la scuola di legge hanafita, in particolare nei territori dell'ex Impero ottomano e dell'Impero Mughal, vale a dire in Turchia, nei Balcani, in Caucaso, nel Levante, in Afghanistan, in Asia Centrale, in Pakistan, in Bangladesh, e in India.